# Elisabeth Loesche
Elisabeth Loesche (* 24. April 1896 in Bautzen; † 1. September 1967 in Bremen) war eine deutsche Politikerin (CDU, DP).

## Biografie
Loesche war die Tochter eines Offiziers. Sie besuchte die Höhere Mädchenschule in Leipzig und eine sozialpädagogische Frauenschule. Sie war dann als Kindergärtnerin tätig. Sie wurde in den 1930er Jahren Mitglied der Bekennenden Kirche in Leipzig.
Nach dem Zweiten Weltkrieg wurde sie 1945 Mitglied der CDU in der Sowjetzone. Sie wurde in den Leipziger Parteivorstand gewählt und leitete den CDU-Frauenausschuss.
1948 siedelte sie nach Bremen über, wo ihr Mann eine Stelle an der Pädagogischen Hochschule Bremen erhielt. In Bremen übernahm sie auch die Leitung des CDU-Frauenausschusses und war zudem im CDU-Arbeitskreis Wohnungsbau und Wohnungsfragen aktiv. Sie war außerdem Vertreterin der CDU im Bremer Frauenausschuss (BFA).
Von 1951 bis 1959 war sie Mitglied der Bremischen Bürgerschaft und von 1957 bis 1959 Schriftführerin im Bürgerschaftsvorstand. Sie war in der Deputation für das Wohnungswesen tätig. 1952 gründete der BFA den Bremer Frauenwohnheimverein, dessen Vorsitzende sie wurde. Es gelang ihr und Elly Ley (FDP) bis 1954 die Realisierung eines Frauenwohnheimes in Schwachhausen. 1953 kandidierte sie für den Bundestag auf einem aussichtslosen Platz der CDU-Landesliste.
Mit der rot-schwarz-gelben Koalition von SPD, CDU und FDP (1955–1959, Senat Kaisen V) in Bremen war sie nicht einverstanden. Im Juli 1959, wenige Monate vor der Bürgerschaftswahl, verließ sie zusammen mit Friedrich Thielen (später NPD) und Cäcilie Triebel die CDU-Bürgerschaftsfraktion. Sie wechselten zur rechts stehenden Deutschen Partei (DP) über. Sie kandidierte vergebens bei der Bürgerschaftswahl 1959 für die Liste der DP an nicht aussichtsreicher Stelle.